# Стефан Баламезов
Стефан Гаврилов Баламезов е български юрист и дипломат, ректор на Софийския университет „Климент Охридски“, академик (1946), професор (1927). Работи в областта на българското конституционно право.

## Биография
Професор Стефан Баламезов е роден в Кишинев в семейството на емигранта Гаврил Баламезов. Завършва гимназия в София, а през 1906 г. се дипломира в Юридическия факултет на Софийския университет. По време на обучението си е изключен, заради подкрепа на Руската революция от 1905-1907 г. През 1907-1908 г. специализира в Париж държавно, административно и международно право.
В периода 1906-1922 г. е на дипломатическа работа в Министерството на външните работи и изповеданията, в българските легации в Санкт Петербург, Париж и Прага. През 1912 г. участва в международните комисии по уреждане на външнополитическите въпроси на България.
През 1916 г. е избран за доцент, а през 1924 г. за професор. В периода 1938-1960 г. ръководи катедра „Общо държавно и българско конституционно право“. Декан е на Юридическия факултет на Софийския университет в периода 1926-1927 г. През 1929-1930 и 1944-1945 г. е ректор на Софийския университет „Климент Охридски“.
Почива в София на 30 септември 1960 г.

## Трудове
Професор Баламезов е автор на над 20 научни книги и монографии по конституционно право. По-известните от тях са:
- Баламезов, Стефан. Гаранции на конституционното и парламентарното управление (Встъпна лекция по държавно право, прочетена на 25 май 1916 г.) //  Годишник на Софийския университет; Annuaire de L'Universite de Sophia 12.   1921. с. 1- 26.
- „Министрите – тяхната роля и тяхната власт – в парламентарната монархия“ (1914)
- „Сравнително и българско конституционно право“, в 2 части (1935-1936)
- „Конституционно право“, в 3 части (1942-1945)[2]